# Věra Hrochová
Věra Hrochová (ur. 25 czerwca 1933 w Pradze, zm. 9 października 1996 w Pradze) – czeska historyk, bizantynolog, mediewistka.

## Życiorys
Ukończyła historię na Uniwersytecie Karola w Pradze. Od 1991 roku profesor tej uczelni. Od 1996 profesor zwyczajny. Zajmowała się historią Bizancjum i historią wypraw krzyżowych. Jej mężem był historyk Miroslav Hroch.

## Wybrane publikacje
- Byzantská města ve 13.-15. století. Příspěvek k sídelní topografii středověkého Řecka, Praha: Univerzita Karlova 1967.
- Křížové výpravy ve světle soudobých kronik, Praha 1982.

## Publikacje w języku polskim
- (współautor:Miroslav Hroch), Krzyżowcy w Lewancie. W obronie grobu Chrystusa, przeł. Zdzisław Dobrzyniecki, Warszawa: "Ancher" 1992.